# Austhorpe

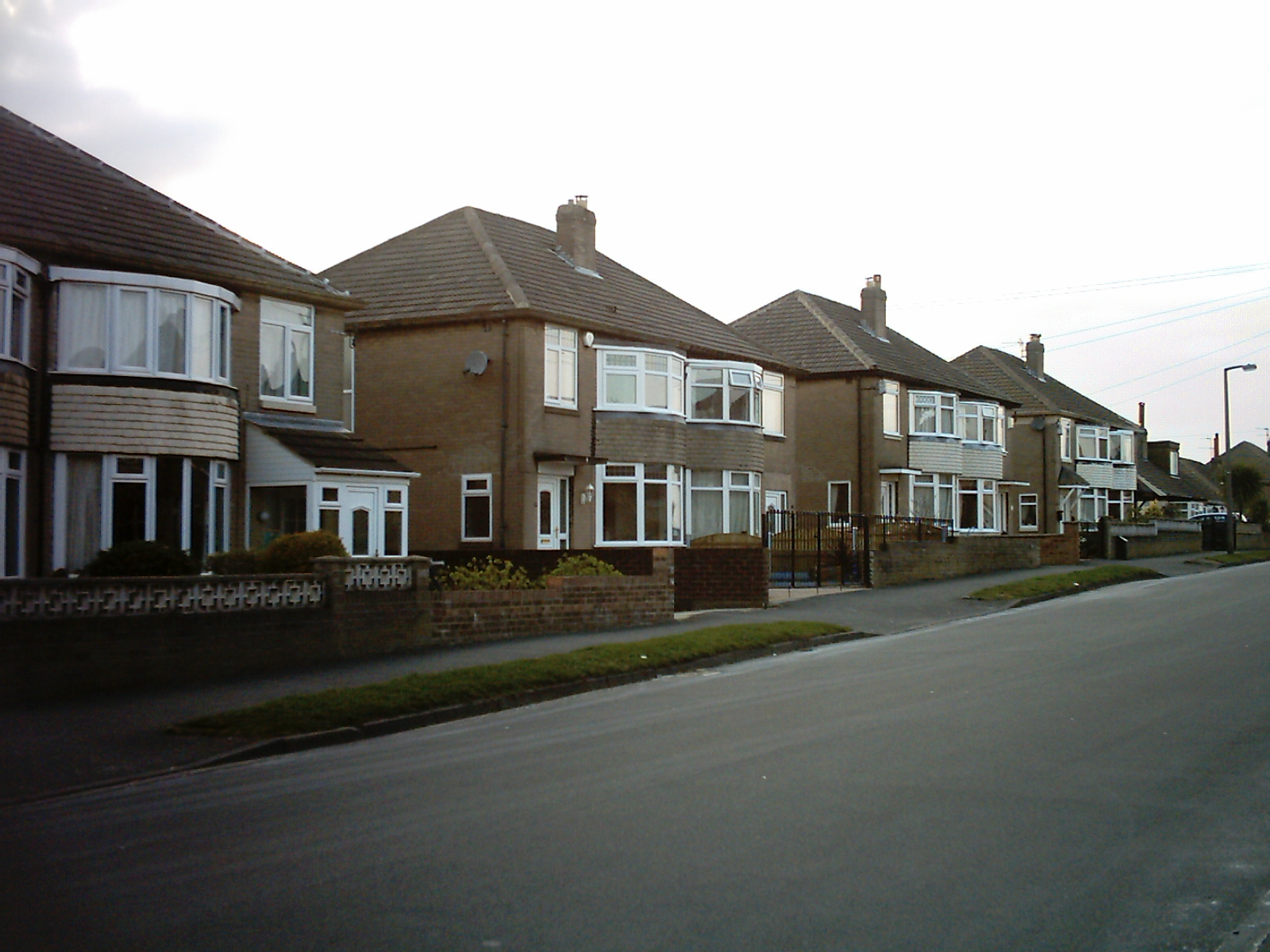
Quelques maisons d'Austhorpe.

Austhorpe est un district à l'est de Leeds (5 km à l'est de la ville) situé dans le Yorkshire de l'Ouest en Angleterre. Il est situé entre Pendas Fields au nord, Whitkirk à l'ouest, Cross Gates au nord-ouest et Colton au sud-ouest.
Austhorpe accueille un important parc d'affaire nommé Thorpe Park, qui comprend un grand hôtel. 

## Information diverses
| Catégorie                            | LS15 (Code postal) | Moyenne du Royaume-Uni |
| ------------------------------------ | ------------------ | ---------------------- |
| Densité de population (hab / miles²) | 43,2               | 24,9                   |
| Proportion homme/femme (f / h)       | 1,05               | 1,05                   |
| Age moyen                            | 38                 | 39                     |
| Propriétaire d'habitation            | 16 %               | 16,9 %                 |
| Population étudiante                 | 2,4 %              | 4,4 %                  |
| Population en bonne santé            | 69 %               | 69 %                   |